# Pachygenelus
Pachygenelus — викопний рід трителедонтидових цинодонтів. Скам'янілості були знайдені в басейні Кару в Південній Африці і датуються ранньою юрою.
Pachygenelus мав як суглобово-квадратний, так і зубо-сквамозний щелепний суглоб, характерний для ictidosaurs. Лише ссавці мають зубчасто-плоскоподібне зчленування, тоді як усі інші чотириногі мають типове суглобово-квадратне зчленування. Отже, щелепу Pachygenelus можна розглядати як перехідну між синапсидами нессавців і справжніми ссавцями. Іншою особливістю Pachygenelus, яка є спільною зі ссавцями, є плезіоморфна призматична емаль, або емаль, розташована у зміцнених призмах. Верхній і нижній ряди зубів змикалися один з одним, хоча й не так близько, як у справжніх ссавців. Фасетки зносу присутні на язикових сторонах верхньої та зовнішньої поверхонь нижніх іклів і розглядаються як доказ оклюзії. Попри всі похідні адаптації, які можна побачити в його зубах, вважається, що зубний ряд Pachygenelus був найменш спеціалізованим з усіх трителедонтидових.
Рід був названий у 1913 році на основі часткової нижньої щелепи, знайденої в Південній Африці, з типовим видом, названим P. monus. Новий вид, P. milleri, був названий у 1983 році та відрізнявся від типового виду тим, що мав додатковий задній бугор на нижніх щічних зубах.
Використання родини Tritheledontidae для включення Pachygenelus та кількох інших chiniquodontoids було поставлене під сумнів, і було припущено, що тільки Tritheledont відповідає вимогам, необхідним для справжнього tritheledontid. Автори статті, яка вперше запропонувала цю ідею, запропонували віднести всіх інших трителедонтидів до нової родини під назвою Pachygenelidae, названої на честь Pachygenelus.